# Список награждённых медалью «За заслуги в освоении космоса»
Статья содержит список награждённых медалью «За заслуги в освоении космоса» (на дату, указанную в статье Медаль «За заслуги в освоении космоса» как последнее награждение) граждан России и иностранных граждан и подданных (по государствам), внутри секций — в алфавитном порядке.

## Граждане России

### Лётчики-космонавты СССР
- Аксёнов, Владимир Викторович — дважды Герой Советского Союза[2]
- Александров, Александр Павлович — дважды Герой Советского Союза[2]
- Арцебарский, Анатолий Павлович — Герой Советского Союза[2]
- Атьков, Олег Юрьевич — Герой Советского Союза[2]
- Афанасьев, Виктор Михайлович — Герой Советского Союза[2]
- Баландин, Александр Николаевич — Герой Советского Союза[2]
- Березовой, Анатолий Николаевич — Герой Советского Союза[2]
- Викторенко, Александр Степанович — Герой Советского Союза[2]
- Волк, Игорь Петрович — Герой Советского Союза[2]
- Волков, Александр Александрович — Герой Советского Союза[2]
- Гречко, Георгий Михайлович — дважды Герой Советского Союза[2]
- Губарев, Алексей Александрович — дважды Герой Советского Союза[2]
- Джанибеков, Владимир Александрович — дважды Герой Советского Союза[2]
- Елисеев, Алексей Станиславович — дважды Герой Советского Союза[2]
- Жолобов, Виталий Михайлович — Герой Советского Союза[2]
- Зудов, Вячеслав Дмитриевич — Герой Советского Союза[2]
- Иванченков, Александр Сергеевич — дважды Герой Советского Союза[2]
- Климук, Пётр Ильич — дважды Герой Советского Союза[2]
- Ковалёнок, Владимир Васильевич — дважды Герой Советского Союза[2]
- Крикалёв, Сергей Константинович — Герой Советского Союза, Герой Российской Федерации[2]
- Кубасов, Валерий Николаевич — дважды Герой Советского Союза[2]
- Лавейкин, Александр Иванович — Герой Советского Союза[2]
- Лебедев, Валентин Витальевич — дважды Герой Советского Союза[2]
- Ляхов, Владимир Афанасьевич — дважды Герой Советского Союза[2]
- Манаков, Геннадий Михайлович — Герой Советского Союза[2]
- Манаров, Муса Хираманович — Герой Советского Союза[2]
- Поляков, Валерий Владимирович — Герой Советского Союза, Герой Российской Федерации[2]
- Попов, Леонид Иванович — дважды Герой Советского Союза[2]
- Рождественский, Валерий Ильич — Герой Советского Союза[2]
- Романенко, Юрий Викторович — дважды Герой Советского Союза[2]
- Рюмин, Валерий Викторович — дважды Герой Советского Союза[2]
- Савиных, Виктор Петрович — дважды Герой Советского Союза[2]
- Савицкая, Светлана Евгеньевна — дважды Герой Советского Союза[2]
- Серебров, Александр Александрович — Герой Советского Союза[2]
- Соловьёв, Анатолий Яковлевич — Герой Советского Союза[2]
- Соловьёв, Владимир Алексеевич — дважды Герой Советского Союза[2]
- Титов, Владимир Георгиевич — Герой Советского Союза[2]
- Филипченко, Анатолий Васильевич — дважды Герой Советского Союза[2]

### Лётчики-космонавты Российской Федерации
- Авдеев, Сергей Васильевич — Герой Российской Федерации[2]
- Батурин, Юрий Михайлович — Герой Российской Федерации[2]
- Бударин, Николай Михайлович — Герой Российской Федерации[2]
- Виноградов, Павел Владимирович — Герой Российской Федерации[2]
- Волков, Сергей Александрович — Герой Российской Федерации[2]
- Гидзенко, Юрий Павлович — Герой Российской Федерации[2]
- Дежуров, Владимир Николаевич — Герой Российской Федерации[2]
- Залётин, Сергей Викторович — Герой Российской Федерации[2]
- Козеев, Константин Мирович — Герой Российской Федерации[2]
- Кондакова, Елена Владимировна — Герой Российской Федерации[2]
- Кононенко, Олег Дмитриевич — Герой Российской Федерации[2]
- Корзун, Валерий Григорьевич — Герой Российской Федерации[2]
- Лазуткин, Александр Иванович — Герой Российской Федерации[2]
- Лончаков, Юрий Валентинович — Герой Российской Федерации[2]
- Маленченко, Юрий Иванович — Герой Российской Федерации[2]
- Моруков, Борис Владимирович — Герой Российской Федерации[2]
- Онуфриенко, Юрий Иванович — Герой Российской Федерации[2]
- Падалка, Геннадий Иванович — Герой Российской Федерации[2]
- Полещук, Александр Фёдорович — Герой Российской Федерации[2]
- Романенко, Роман Юрьевич — Герой Российской Федерации[2]
- Сураев, Максим Викторович — Герой Российской Федерации[2]
- Токарев, Валерий Иванович — Герой Российской Федерации[2]
- Трещёв, Сергей Евгеньевич — Герой Российской Федерации[2]
- Тюрин, Михаил Владиславович — Герой Российской Федерации[2]
- Усачёв, Юрий Владимирович — Герой Российской Федерации[2]
- Циблиев, Василий Васильевич — Герой Российской Федерации[2]
- Шаргин, Юрий Георгиевич — Герой Российской Федерации[2]
- Шарипов, Салижан Шакирович — Герой Российской Федерации[2]

### Работники космической отрасли

#### Удмуртская Республика
- Ахметов, Марсель Мубинович — заместитель главного конструктора — начальник отделения отдела главного конструктора открытого акционерного общества «Воткинский завод»[3]
- Галеев, Виктор Аркадьевич — ведущий инженер-конструктор — руководитель группы открытого акционерного общества «Ижевский мотозавод „Аксион-холдинг“»[3]
- Копотев, Сергей Аркадьевич — слесарь-сборщик открытого акционерного общества «Воткинский завод» [4]
- Неганов, Владимир Александрович — слесарь-инструментальщик открытого акционерного общества «Воткинский завод» [5]
- Опоев, Виктор Алексеевич — ведущий инженер-электроник — руководитель группы открытого акционерного общества «Ижевский мотозавод „Аксион-холдинг“»[6]
- Созонов, Сергей Павлович — фрезеровщик открытого акционерного общества «Ижевский мотозавод „Аксион-холдинг“» [6]
- Харлов, Вячеслав Константинович — руководитель группы отдела главного технолога открытого акционерного общества «Воткинский завод» [6]
- Чубаренко, Сергей Иванович — старший мастер сборочного цеха открытого акционерного общества «Воткинский завод»[7]

#### Красноярский край
- Белобровок, Геннадий Григорьевич — заместитель технического директора — начальник отдела открытого акционерного общества «Красноярский машиностроительный завод»[3]
- Головёнкин, Евгений Николаевич — начальник отдела открытого акционерного общества «„Информационные спутниковые системы“ имени академика М. Ф. Решетнёва»[8]
- Гречкосеев, Александр Кузьмич — начальник отдела открытого акционерного общества «„Информационные спутниковые системы“ имени академика М. Ф. Решетнёва»[3]
- Терещенко, Александр Васильевич — начальник конструкторского отдела открытого акционерного общества «Центральное конструкторское бюро „Геофизика“»[9]
- Челнаков, Владислав Михайлович — начальник участка контрольно испытательного комплекса открытого акционерного общества «Красноярский машиностроительный завод» [6]
- Шпаков, Михаил Александрович — испытатель специзделий на огневых стендах открытого акционерного общества «Красноярский машиностроительный завод»[7]
- Яхно, Григорий Алексеевич — начальник цеха открытого акционерного общества «„Информационные спутниковые системы“ имени академика М. Ф. Решетнёва»[9]

#### Пермский край
- Гуляев, Игорь Михайлович — ведущий инженер-конструктор цеха открытого акционерного общества «Протон — Пермские моторы»[8]
- Исакова, Нина Васильевна — слесарь механосборочных работ открытого акционерного общества «Протон — Пермские моторы»[4]
- Катаев, Анатолий Иванович  — слесарь открытого акционерного общества «Протон — Пермские моторы»[5]
- Разорвин, Александр Сергеевич — слесарь-сборщик открытого акционерного общества «Протон — Пермские моторы» [6]
- Собянина, Валентина Петровна — техник Камского филиала открытого акционерного общества «Научно-производственное объединение Энергомаш имени академика В. П. Глушко» [9]
- Третьяков, Владимир Александрович — начальник механосборочного цеха открытого акционерного общества «Протон — Пермские моторы» [6]

#### Владимирская область
- Шишонков, Александр Леонидович — токарь опытного завода Конструкторского бюро «Арматура» — филиала федерального государственного унитарного предприятия «Государственный космический научно-производственный центр имени М. В. Хруничева»[7]

#### Воронежская область
- Александров, Юрий Александрович — начальник отдела открытого акционерного общества «Конструкторское бюро химавтоматики»[8]
- Бондарь, Александр Илларионович — главный конструктор системы аварийной защиты и управления открытого акционерного общества «Конструкторское бюро химавтоматики»[8]
- Платонов, Владислав Михайлович — заместитель главного технолога открытого акционерного общества «Конструкторское бюро химавтоматики»[8]

#### Калужская область
- Панькин, Николай Васильевич — регулировщик радиоэлектронной аппаратуры и приборов филиала федерального государственного унитарного предприятия «Научно-производственный центр автоматики и приборостроения имени академика Н. А. Пилюгина» — «Сосенский приборостроительный завод» [9]

#### Московская область
- Абрамов, Алексей Николаевич — слесарь-сборщик летательных аппаратов федерального государственного унитарного предприятия «Научно-производственное объединение имени С. А. Лавочкина»[8]
- Агафонов, Тихон Евгеньевич — старший бортовой инженер-испытатель федерального государственного бюджетного учреждения «Научно-исследовательский испытательный центр подготовки космонавтов имени Ю. А. Гагарина»[8]
- Алексеев, Владимир Николаевич — заместитель начальника отдела — врач-специалист федерального государственного бюджетного учреждения «Научно-исследовательский испытательный центр подготовки космонавтов имени Ю. А. Гагарина»[8]
- Архипов, Николай Васильевич — изолировщик закрытого акционерного общества «Завод экспериментального машиностроения Ракетно-космической корпорации „Энергия“ имени С. П. Королёва»[10]
- Белодед, Виталий Иванович — начальник отделения федерального государственного бюджетного учреждения «Научно-исследовательский испытательный центр подготовки космонавтов имени Ю. А. Гагарина»[8]
- Беляков, Игорь Борисович — заместитель руководителя научно-технического центра — начальник отделения открытого акционерного общества «Ракетно-космическая корпорация „Энергия“ имени С. П. Королёва»[11]
- Благов, Виктор Дмитриевич — главный специалист открытого акционерного общества «Ракетно-космическая корпорация „Энергия“ имени С. П. Королёва»[10]
- Васенин, Александр Алексеевич — начальник отделения федерального государственного бюджетного учреждения «Научно-исследовательский испытательный центр подготовки космонавтов имени Ю. А. Гагарина»[3]
- Вачнадзе, Вахтанг Дмитриевич — научный консультант открытого акционерного общества «Ракетно-космическая корпорация „Энергия“ имени С. П. Королёва» [10]
- Гнатченко, Виктор Иванович — заместитель начальника отдела федерального государственного бюджетного учреждения «Научно-исследовательский испытательный центр подготовки космонавтов имени Ю. А. Гагарина»[3]
- Григорьев, Юрий Ильич — заместитель генерального конструктора, директор программы открытого акционерного общества «Ракетно-космическая корпорация „Энергия“ имени С. П. Королёва»[10]
- Гришин, Александр Борисович — начальник отдела федерального государственного бюджетного учреждения «Научно-исследовательский испытательный центр подготовки космонавтов имени Ю. А. Гагарина»[3]
- Гужов, Виктор Николаевич — электросварщик ручной сварки закрытого акционерного общества «Завод экспериментального машиностроения Ракетно-космической корпорации „Энергия“ имени С. П. Королёва»[10]
- Гульдяев, Дмитрий Валерьевич — электроэрозионист открытого акционерного общества «Научно-производственное объединение Энергомаш имени академика В. П. Глушко»[7]
- Давыдов, Александр Николаевич — советник по техническим вопросам федерального государственного унитарного предприятия «Научно-производственное объединение имени С. А. Лавочкина»[8]
- Данилов, Юрий Михайлович — главный специалист открытого акционерного общества «Ракетно-космическая корпорация „Энергия“ имени С. П. Королёва»[11]
- Долгов, Павел Павлович — заместитель начальника управления федерального государственного бюджетного учреждения «Научно-исследовательский испытательный центр подготовки космонавтов имени Ю. А. Гагарина»[3]
- Дронова, Лидия Петровна — начальник сектора открытого акционерного общества «Ракетно-космическая корпорация „Энергия“ имени С. П. Королёва»[11]
- Егоркин, Виктор Иванович — слесарь-сборщик изделий закрытого акционерного общества «Завод экспериментального машиностроения Ракетно-космической корпорации „Энергия“ имени С. П. Королёва»[11]
- Емец, Юрий Васильевич — начальник отделения федерального государственного бюджетного учреждения «Научно-исследовательский испытательный центр подготовки космонавтов имени Ю. А. Гагарина»[3]
- Ефанова, Галина Анатольевна — электромонтажник специальных изделий закрытого акционерного общества «Завод экспериментального машиностроения Ракетно-космической корпорации „Энергия“ имени С. П. Королёва»[11]
- Жамалетдинов, Надир Равильевич — главный специалист федерального государственного бюджетного учреждения «Научно-исследовательский испытательный центр подготовки космонавтов имени Ю. А. Гагарина»[3]
- Жуков, Дмитрий Александрович — начальник отделения федерального государственного бюджетного учреждения «Научно-исследовательский испытательный центр подготовки космонавтов имени Ю. А. Гагарина»[3]
- Зайцев, Александр Николаевич — фрезеровщик закрытого акционерного общества «Завод экспериментального машиностроения Ракетно-космической корпорации „Энергия“ имени С. П. Королёва»[11]
- Золотой, Владимир Николаевич — инженер федерального государственного бюджетного учреждения «Научно-исследовательский испытательный центр подготовки космонавтов имени Ю. А. Гагарина»[8]
- Зорина, Анна Григорьевна — заместитель начальника отдела федерального государственного бюджетного учреждения «Научно-исследовательский испытательный центр подготовки космонавтов имени Ю. А. Гагарина»[3]
- Ивлев, Михаил Александрович — электромонтёр по ремонту и обслуживанию электрооборудования филиала «Байконур» открытого акционерного общества «Ракетно-космическая корпорация „Энергия“ имени С. П. Королёва»[11]
- Игнатьев, Сергей Васильевич — заместитель начальника управления федерального государственного бюджетного учреждения «Научно-исследовательский испытательный центр подготовки космонавтов имени Ю. А. Гагарина» [4]
- Королёв, Борис Васильевич — ведущий научный сотрудник открытого акционерного общества «Ракетно-космическая корпорация „Энергия“ имени С. П. Королёва»[11]
- Краснокутская, Татьяна Юрьевна  — ведущий экономист отдела  федерального государственного бюджетного учреждения «Научно-исследовательский испытательный центр подготовки космонавтов имени Ю. А. Гагарина» [5]
- Крючков, Борис Иванович — начальник управления федерального государственного бюджетного учреждения «Научно-исследовательский испытательный центр подготовки космонавтов имени Ю. А. Гагарина» [4]
- Кураев, Александр Геннадьевич — токарь федерального государственного унитарного предприятия «Научно-производственное объединение имени С. А. Лавочкина» [5]
- Лазарев, Валерий Лукич — заместитель начальника производства закрытого акционерного общества «Завод экспериментального машиностроения Ракетно-космической корпорации „Энергия“ имени С. П. Королёва»[10]
- Ларин, Александр Георгиевич — старший преподаватель отдела федерального государственного бюджетного учреждения «Научно-исследовательский испытательный центр подготовки космонавтов имени Ю. А. Гагарина» [4]
- Линьков, Александр Сергеевич — начальник участка закрытого акционерного общества «Завод экспериментального машиностроения Ракетно-космической корпорации „Энергия“ имени С. П. Королёва»[10]
- Литвиненко, Александр Иванович — начальник производства закрытого акционерного общества «Завод экспериментального машиностроения Ракетно-космической корпорации „Энергия“ имени С. П. Королёва»[11]
- Лощенков, Виталий Иванович — ведущий специалист федерального государственного унитарного предприятия «Научно-производственное объединение имени С. А. Лавочкина» [4]
- Маринин, Святослав Фёдорович — начальник лаборатории института новых металлургических технологий открытого акционерного общества «Композит»[7]
- Маркина, Елена Анатольевна — начальник отдела открытого акционерного общества «Ракетно-космическая корпорация „Энергия“ имени С. П. Королёва»[11]
- Мартыновский, Аркадий Леонидович — вице-президент открытого акционерного общества «Ракетно-космическая корпорация „Энергия“ имени С. П. Королёва»[10]
- Мосин, Владимир Михайлович — термист закрытого акционерного общества «Завод экспериментального машиностроения Ракетно-космической корпорации „Энергия“ имени С. П. Королёва»[10]
- Муха, Павел Анатольевич — начальник отделения федерального государственного бюджетного учреждения «Научно-исследовательский испытательный центр подготовки космонавтов имени Ю. А. Гагарина» [5]
- Новиков, Михаил Викторович — главный специалист отдела федерального государственного бюджетного учреждения «Научно-исследовательский испытательный центр подготовки космонавтов имени Ю. А. Гагарина» [4]
- Орловский, Игорь Владимирович — заместитель руководителя научно-технического центра — начальник отделения открытого акционерного общества «Ракетно-космическая корпорация „Энергия“ имени С. П. Королёва»[11]
- Петров, Николай Константинович — заместитель генерального конструктора — руководитель научно-технического центра открытого акционерного общества «Ракетно-космическая корпорация „Энергия“ имени С. П. Королёва»[11]
- Ромасенко, Евгений Николаевич — начальник отдела, главный специалист по электронному документированию и автоматическим системам управления конструкторской документацией открытого акционерного общества «Научно-производственное объединение Энергомаш имени академика В. П. Глушко»[7]
- Рындин, Сергей Николаевич — начальник цеха закрытого акционерного общества «Завод экспериментального машиностроения Ракетно-космической корпорации „Энергия“ имени С. П. Королёва»[10]
- Семёнов, Юрий Павлович — председатель президиума научно-технического совета открытого акционерного общества «Ракетно-космическая корпорация „Энергия“ имени С. П. Королёва»[10]
- Симонов, Андрей Валентинович — заместитель начальника отдела федерального государственного бюджетного учреждения «Научно-исследовательский испытательный центр подготовки космонавтов имени Ю. А. Гагарина» [6]
- Соколов, Борис Александрович — советник президента открытого акционерного общества «Ракетно-космическая корпорация „Энергия“ имени С. П. Королёва»[10]
- Соловьёва, Ирина Баяновна — ведущий научный сотрудник федерального государственного бюджетного учреждения «Научно-исследовательский испытательный центр подготовки космонавтов имени Ю. А. Гагарина» [9]
- Степанов, Максим Валерьевич — испытатель специзделий открытого акционерного общества «Научно-производственное объединение Энергомаш имени академика В. П. Глушко»[7]
- Таланова, Наталья Николаевна — заведующая музеем федерального государственного бюджетного учреждения «Научно-исследовательский испытательный центр подготовки космонавтов имени Ю. А. Гагарина» [6]
- Феоктистов, Александр Леонидович — заместитель генерального конструктора открытого акционерного общества «Ракетно-космическая корпорация „Энергия“ имени С. П. Королёва»[11]
- Фомичёв, Владимир Евгеньевич — начальник хозяйства (теплового) отдела федерального государственного бюджетного учреждения «Научно-исследовательский испытательный центр подготовки космонавтов имени Ю. А. Гагарина»[7]
- Черникова, Ирина Васильевна — начальник бюро закрытого акционерного общества «Завод экспериментального машиностроения Ракетно-космической корпорации „Энергия“ имени С. П. Королёва»[11]
- Черток, Борис Евсеевич — главный научный консультант открытого акционерного общества «Ракетно-космическая корпорация „Энергия“ имени С. П. Королёва»[2]
- Чесноков, Анатолий Григорьевич — главный конструктор по направлению «Око», «Созвездие» федерального государственного унитарного предприятия «Научно-производственное объединение имени С. А. Лавочкина» [9]
- Чип, Виктор Маратович — начальник цеха закрытого акционерного общества «Завод экспериментального машиностроения Ракетно-космической корпорации „Энергия“ имени С. П. Королёва»[11]
- Шабалин, Вадим Анатольевич — штурман-испытатель авиационной эскадрильи авиационного управления федерального государственного бюджетного учреждения «Научно-исследовательский испытательный центр подготовки космонавтов имени Ю. А. Гагарина»[7]
- Шульгин, Борис Иванович — начальника цеха закрытого акционерного общества «Завод экспериментального машиностроения Ракетно-космической корпорации „Энергия“ имени С. П. Королёва»[10]
- Щербаков, Владимир Борисович — дефектоскопист рентгеногаммаграфирования открытого акционерного общества «Научно-производственное объединение Энергомаш имени академика В. П. Глушко»[7]
- Ярополков, Владимир Ильич — главный научный сотрудник отдела федерального государственного бюджетного учреждения «Научно-исследовательский испытательный центр подготовки космонавтов имени Ю. А. Гагарина»[8]

#### Новосибирская область
- Данилов, Владимир Иванович — ведущий инженер-конструктор общества с ограниченной ответственностью «БЕТРО-Тех»[11]
- Зотов, Сергей Васильевич — начальник лаборатории общества с ограниченной ответственностью «БЭМЗ-Мехсервис»[11]

#### Оренбургская область
- Бородулин, Юрий Рувимович — начальник цеха открытого акционерного общества «Производственное объединение „Стрела“»[8]

#### Пензенская область
- Левин, Вячеслав Михайлович — начальник научно-исследовательского комплекса открытого акционерного общества «Научно-исследовательский институт физических измерений»[5]

#### Свердловская область
- Ананьин, Анатолий Михайлович — главный специалист федерального государственного унитарного предприятия «Научно-производственное объединение автоматики имени академика Н. А. Семихатова»[8]
- Бельский, Лев Николаевич — заместитель генерального директора федерального государственного унитарного предприятия «Научно-производственное объединение автоматики имени академика Н. А. Семихатова»[8]
- Галич, Сергей Михайлович — испытатель специзделий федерального государственного унитарного предприятия «Научно-исследовательский институт машиностроения»[3]
- Гольмгрен, Юрий Евгеньевич — начальник цеха федерального государственного унитарного предприятия «Научно-производственное объединение автоматики имени академика Н. А. Семихатова»[3]
- Деревягин, Валерий Владимирович — начальник производства федерального государственного унитарного предприятия «Научно-производственное объединение автоматики имени академика Н. А. Семихатова»[3]
- Илюшкин, Иван Константинович — слесарь механосборочных работ федерального государственного унитарного предприятия «Научно-исследовательский институт машиностроения»[4]

#### Тверская область
- Криволап, Михаил Дмитриевич — руководитель группы филиала федерального государственного унитарного предприятия «Научно-производственный центр автоматики и приборостроения имени академика Н. А. Пилюгина» — «Завод „Звезда“»[5]
- Кузьмин, Александр Борисович — начальник цеха филиала федерального государственного унитарного предприятия «Научно-производственный центр автоматики и приборостроения имени академика Н. А. Пилюгина» — «Завод „Звезда“»[8]

#### Томская область
- Ильин, Анатолий Николаевич — начальник отдела открытого акционерного общества «Научно-производственный центр „Полюс“»[5]

#### Челябинская область
- Гималитдинова, Фарида Канзафаровна — старший мастер федерального государственного унитарного предприятия «Усть-Катавский вагоностроительный завод имени С. М. Кирова»[12]
- Зусман, Анатолий Иосифович — заместитель главного технолога — заместитель начальника технологического отдела открытого акционерного общества «Златоустовский машиностроительный завод»[11]
- Хазова, Галина Ивановна — мастер участка открытого акционерного общества «Златоустовский машиностроительный завод»[11]

#### город Москва
- Аветисянц, Борис Львович — заведующий отделом федерального государственного бюджетного учреждения науки Государственного научного центра Российской Федерации — Института медико-биологических проблем Российской академии наук[13]
- Бабин, Андрей Михайлович — начальник отдела Федерального медико-биологического агентства[14]
- Бондур, Валерий Григорьевич — директор федерального государственного бюджетного научного учреждения «Научно-исследовательский институт аэрокосмического мониторинга „АЭРОКОСМОС“»[7]
- Борисов, Борис Алексеевич — начальник отдела открытого акционерного общества «Научно-производственная корпорация „Системы прецизионного приборостроения“»[3]
- Горбунов, Александр Викторович — заместитель генерального директора по космическим комплексам открытого акционерного общества «Научно-производственная корпорация „Космические системы мониторинга, информационно-управляющие и электромеханические комплексы“ имени А. Г. Иосифьяна»[3]
- Горшков, Анатолий Евгеньевич — начальник центра федерального государственного унитарного предприятия «Организация „Агат“»[11]
- Гребенюк, Юрий Васильевич — заведующий отделом федерального государственного бюджетного научного учреждения «Научно-исследовательский институт аэрокосмического мониторинга „АЭРОКОСМОС“»[7]
- Грузинцев, Евгений Владимирович — директор по эксплуатации орбитальной группировки — начальник службы федерального государственного унитарного предприятия «Космическая связь», город Москва[14]
- Гудкевич, Александр Павлович — заместитель генерального директора по кадрам и безопасности — начальник службы кадров и безопасности открытого акционерного общества «Головное особое конструкторское бюро „Прожектор“»[11]
- Демтиров, Владислав Харлампиевич — член Региональной общественной организации пенсионеров — ветеранов войны и труда Министерства общего машиностроения СССР[15]
- Дунаев, Александр Иванович — член Региональной общественной организации пенсионеров — ветеранов войны и труда Министерства общего машиностроения СССР[8]
- Дятлов, Вячеслав Андреевич — заместитель начальника цеха открытого акционерного общества «Научно-производственное предприятие  «Геофизика-Космос»[8]
- Зотов, Юрий Николаевич — заместитель начальника отделения филиала федерального государственного унитарного предприятия «Центр эксплуатации объектов наземной космической инфраструктуры» — «Научно-исследовательский институт прикладной механики имени академика В. И. Кузнецова»[16]
- Иванов, Борис Иванович — начальник отделения — заместитель генерального конструктора федерального государственного унитарного предприятия «Научно-производственный центр автоматики и приборостроения имени академика Н. А. Пилюгина»[17]
- Ковыршин, Виктор Александрович — заместитель директора федерального государственного бюджетного научного учреждения «Научно-исследовательский институт аэрокосмического мониторинга „АЭРОКОСМОС“»[7]
- Косых, Наталья Юрьевна — монтажник радиоэлектронной аппаратуры и приборов открытого акционерного общества «Московский завод электромеханической аппаратуры»[11]
- Кузнецов, Александр Сергеевич — заместитель начальника отделения федерального государственного унитарного предприятия «Научно-производственный центр автоматики и приборостроения имени академика Н. А. Пилюгина»[5]
- Куликов, Николай Нафалимович — слесарь-сборщик радиоэлектронной аппаратуры и приборов федерального государственного унитарного предприятия «Научно-производственный центр автоматики и приборостроения имени академика Н. А. Пилюгина»[17]
- Курапов, Александр Викторович — электромонтёр по ремонту и обслуживанию электрооборудования федерального государственного унитарного предприятия «Центральный научно-исследовательский радиотехнический институт имени академика А. И. Берга»[5]
- Литовченко, Цезарий Григорьевич — главный научный сотрудник открытого акционерного общества «Корпорация „Комета“»[4]
- Лифанов, Дмитрий Борисович — начальник лаборатории федерального государственного унитарного предприятия «Научно-производственный центр автоматики и приборостроения имени академика Н. А. Пилюгина»[17]
- Мирошник, Олег Митрофанович — начальник отдела, заместитель главного конструктора открытого акционерного общества «Научно-производственная корпорация „Космические системы мониторинга, информационно-управляющие и электромеханические комплексы“ имени А. Г. Иосифьяна»[4]
- Осипов, Юрий Юрьевич — заведующий лабораторией федерального государственного бюджетного учреждения науки Государственного научного центра Российской Федерации — Института медико-биологических проблем Российской академии наук[13]
- Потапов, Анатолий Николаевич — помощник директора федерального государственного бюджетного учреждения науки Государственного научного центра Российской Федерации — Института медико-биологических проблем Российской академии наук[13]
- Присс, Георгий Моисеевич — ведущий специалист федерального государственного унитарного предприятия «Научно-производственный центр автоматики и приборостроения имени академика Н. А. Пилюгина»[8]
- Синицин, Николай Афанасьевич — фрезеровщик открытого акционерного общества «Научно-исследовательский институт точных приборов»[15]
- Тищенков, Андрей Васильевич — токарь федерального государственного унитарного предприятия «Научно-производственный центр автоматики и приборостроения имени академика Н. А. Пилюгина»[6]
- Филатова, Валентина Петровна — начальник отдела федерального государственного унитарного предприятия «Научно-производственный центр автоматики и приборостроения имени академика Н. А. Пилюгина»[17]
- Чёрный, Лев Миронович — инженер-исследователь открытого акционерного общества «Российская корпорация ракетно-космического приборостроения и информационных систем»[15]
- Чернышёв, Дмитрий Владимирович — оптик открытого акционерного общества «Научно-производственная корпорация „Системы прецизионного приборостроения“»[7]
- Шестаков, Альфред Евгеньевич — член Региональной общественной организации пенсионеров — ветеранов войны и труда Министерства общего машиностроения СССР[8]
- Шуленин, Анатолий Павлович — заместитель заведующего отделом — начальник лаборатории федерального государственного бюджетного учреждения науки Государственного научного центра Российской Федерации — Института медико-биологических проблем Российской академии наук[13]
- Юношев, Сергей Иванович — член Региональной общественной организации пенсионеров — ветеранов войны и труда Министерства общего машиностроения СССР[16]
- Янтарёва, Людмила Фёдоровна — начальник лаборатории федерального государственного унитарного предприятия «Научно-производственный центр автоматики и приборостроения имени академика Н. А. Пилюгина»[7]

#### город Санкт-Петербург
- Волковицкий, Дмитрий Александрович — слесарь механосборочных работ открытого акционерного общества «Машиностроительный завод „Арсенал“»[8]
- Григорьев, Александр Викторович — заместитель начальника отдела открытого акционерного общества «Конструкторское бюро специального машиностроения»[3]
- Кручина, Владимир Сереевич — начальник сектора федерального государственного унитарного предприятия «Научно-исследовательский институт командных приборов»[8]
- Синявский Алексей Николаевич — оператор станков с программным управлением открытого акционерного общества «Машиностроительный завод „Арсенал“»[9]
- Смирнов, Владимир Дмитриевич — слесарь-электромонтажник открытого акционерного общества «Конструкторское бюро специального машиностроения» [6]
- Фёдоров, Юрий Васильевич — фрезеровщик федерального государственного унитарного предприятия «Научно-исследовательский институт командных приборов» [6]

#### По неопубликованным указам
- Есипов, Валентин Фёдорович — сотрудник Государственного астрономического института имени П. К. Штернберга Московского государственного университета имени М. В. Ломоносова [18]
- Логачёв, Юрий Иванович — сотрудник Научно-исследовательского института ядерной физики имени Д. В. Скобельцына Московского государственного университета имени М. В. Ломоносова [18]
- Наджип, Ауренгзеб Эмирович — сотрудник Государственного астрономического института имени П. К. Штернберга Московского государственного университета имени М. В. Ломоносова [18]
- Рубинштейн, Илья Александрович — сотрудник Научно-исследовательского института ядерной физики имени Д. В. Скобельцына Московского государственного университета имени М. В. Ломоносова [18]
- Шевченко, Владислав Владимирович — сотрудник Государственного астрономического института имени П. К. Штернберга Московского государственного университета имени М. В. Ломоносова [18]
- Яшин, Иван Васильевич — сотрудник Научно-исследовательского института ядерной физики имени Д. В. Скобельцына Московского государственного университета имени М. В. Ломоносова [18]

## Иностранные граждане и подданные

### Австрия
- Фибёк, Франц Артур — астронавт[19]

### Афганистан
- Моманд, Абдул Ахад — Герой Советского Союза, космонавт[19]

### Бельгия
- Де Винне, Франк — астронавт[19]

### Болгария
- Александров, Александр — Герой Советского Союза, космонавт-исследователь[20]
- Иванов, Георгий — Герой Советского Союза, космонавт-исследователь[20]

### Великобритания
- Шарман, Хелен Патриция — астронавт[19]

### Венгрия
- Фаркаш, Берталан — Герой Советского Союза, космонавт-исследователь[20]

### Вьетнам
- Фам Туан — Герой Советского Союза, космонавт[19]

### Германия
- Йен, Зигмунд — Герой Советского Союза, космонавт[19]
- Мербольд, Ульф Дитрих — астронавт[19]
- Райтер, Томас Артур — астронавт[19]
- Фладе, Клаус-Дитрих — астронавт[19]
- Эвальд, Райнхольд — астронавт[19]

### Индия
- Шарма, Ракеш — Герой Советского Союза, космонавт[19]

### Испания
- Дуке, Педро Франсиско — астронавт[19]

### Италия
- Виттори, Роберто — астронавт Европейского космического агентства[21]

### Казахстан
- Аубакиров, Токтар Онгарбаевич — Герой Советского Союза, лётчик-космонавт СССР[19]
- Мусабаев, Талгат Амангельдиевич — Герой Российской Федерации, лётчик-космонавт Российской Федерации[19]

### Канада
- Тёрск, Роберт Брент — астронавт[19]

### Куба
- Тамайо Мендес, Арнальдо — Герой Советского Союза, космонавт[19]

### Монголия
- Ганзориг, Майдаржавын — директор Института информатики Академии наук Монголии[22]
- Готов, Дахын — президент монгольского Общества связи с морскими государствами[22]
- Гуррагча, Жугдэрдэмидийн — Герой Советского Союза, космонавт-исследователь[19]
- Даваадаш, Чоёг — проректор по международным связям Юридического института «Шихихутаг»[22]
- Лхагважав, Чултэмийн — ведущий научный сотрудник Исследовательского центра астрономии и геофизики Академии наук Монголии[22]
- Сурэнжав, Шаравын — почётный президент Союза свободных писателей Монголии[22]
- Чадра, Баатарын — директор Института технологии Академии наук Монголии[22]

### Польша
- Гермашевский, Мирослав — Герой Советского Союза, космонавт-исследователь[20]

### Румыния
- Прунариу, Думитру — Герой Советского Союза, космонавт-исследователь[20]

### Сирия
- Фарис, Мухаммед Ахмед — Герой Советского Союза, космонавт[19]

### Словакия
- Белла, Иван — космонавт[19]

### США
- Андерсон, Клейтон Конрад — астронавт[19]
- Барратт, Майкл Рид — астронавт[19]
- Бауэрсокс, Кеннет Дуэйн — астронавт[19]
- Блаха, Джон Элмер — астронавт[19]
- Бурш, Дэниел Уилер — астронавт[19]
- Восс, Джеймс Шелтон — астронавт[19]
- Вулф, Дейвид Александер — астронавт[19]
- Дайсон, Трейси — астронавт[19]
- Калбертсон, Фрэнк Ли — астронавт[19]
- Келли, Скотт Джозеф — астронавт[19]; 9 марта 2022 года из-за вторжения России на Украину вернул медаль[23]
- Копра, Тимоти Леннарт — астронавт[19]
- Кример, Тимоти Джон — астронавт[19]
- Лопес-Алегриа, Майкл Эладио — астронавт[19]
- Лу, Эдвард Цзан — астронавт[19]
- Лусид, Шеннон — астронавт[19]
- Магнус, Сандра Холл — астронавт[19]
- МакАртур, Уильямс Сэрлз — астронавт[19]
- Петит, Доналд Рой — астронавт[19]
- Рейсман, Гаррет Эрин — астронавт[19]
- Стаффорд, Томас Пэттен — астронавт[19]
- Стотт, Николь Пассонно — астронавт[19]
- Тагард, Норман Эрл — астронавт[19]
- Тани, Дэниел Мичио — астронавт[19]
- Томас, Эндрю Сидни Уитаел — астронавт[19]
- Уилок, Даглас Гарри — астронавт[19]
- Уильямс, Сунита Лин — астронавт[19]
- Уильямс, Джеффри Нелс — астронавт[19]
- Уитсон, Пегги Аннетт — астронавт[19]
- Уолз, Карл Эрвин — астронавт[19]
- Уокер, Шеннон Бейкер — астронавт[19]
- Филипс, Джон Линч — астронавт[19]
- Финк, Эдвард Майкл — астронавт[19]
- Фоул, Колин Майкл — астронавт[19]
- Хелмс, Сьюзен Джейн — астронавт[19]
- Чиао, Лерой — астронавт[19]
- Шеперд, Уильям МакМайкл — астронавт[19]
- Шэметофф, Грегори Эррол — астронавт[19]

### Франция
- Кретьен, Жан-Лу — Герой Советского Союза, астронавт[20]
- Тонини, Мишель — астронавт[19]
- Эйартц, Леопольд — астронавт[19]
- Эньере, Жан-Пьер — астронавт[19]
- Эньере, Клоди — астронавт[19]
- Дубовик, Мишель — финансовый директор компании «Арианэспас СА»[24]

### Чехия
- Ремек, Владимир — Герой Советского Союза, космонавт-исследователь[20]

### Япония
- Акияма, Тоёхиро — астронавт[19]
- Ваката, Коити — астронавт[19]
- Ногути, Соити — астронавт[19]